# Лауреаты Премии Правительства Российской Федерации в области науки и техники (1996)
Лауреаты Премии Правительства Российской Федерации в области науки и техники 1996 года — перечень награждённых государственной наградой Российской Федерации, присужденной в 1996 году за достижения в науке и технике.
Постановлением Правительства Российской Федерации от 10 июля 1995 года № 696 максимальный размер премий Правительства Российской Федерации в области науки и техники с 1995 года установлен в сумме 2250-кратного минимального размера оплаты труда каждая. Размер премии, выплачиваемой каждому лауреату, не мог превышать 150-кратный минимальный размер оплаты труда. Число награждаемых по каждой работе не должно было превышать 15 человек. Денежная часть премий распределялась между ними в равных долях.
Лауреаты определены Постановлением Правительства РФ от 14 февраля 1997 г. № 177 по предложению Совета по присуждению премий Правительства Российской Федерации в области науки и техники.

## Легенда
Приводятся данные по премированной работе; фамилии лауреатов, их должность и место работы; номер абзаца в Постановлении

## Лауреаты
| номер | Лауреаты | Премированная работа |
| ----- | --- | --- |
| 1.    | Жохову Борису Дмитриевичу, кандидату технических наук, заведующему лабораторией акционерного общества «Всероссийский научно-исследовательский проектно-конструкторский институт „Тяжпромэлектропроект“ имени Ф. Б. Якубовского», руководителю работы, Белой Раисе Ивановне, инженеру — конструктору, Блюмовичу Григорию Иосифовичу, научному сотруднику, Еремееву Владиславу Евгеньевичу, кандидату технических наук, Соину Михаилу Валентиновичу, Шорукову Алеге Ходжахановичу, старшим научным сотрудникам, Красовскому Анатолию Константиновичу, заведующему лабораторией, Смирнову Анатолию Георгиевичу, техническому директору, Хорошилову Александру Васильевичу, ведущему инженеру, — работникам того же акционерного общества | за работу «Технические средства и проектные решения по электроснабжению зданий и сооружений с информационно-вычислительными комплексами» |
| 2.    | Смолькову Геннадию Яковлевичу, доктору технических наук, директору Радиоастрофизической обсерватории Института солнечно — земной физики Сибирского отделения Российской академии наук, руководителю работы, Гречневу Виктору Васильевичу, Трескову Торичану Андреевичу, кандидатам физико-математических наук, Коновалову Сергею Константиновичу, старшим научным сотрудникам, Криссинелю Борису Болеславовичу, Миллеру Виктору Григорьевичу, кандидатам технических наук, заведующим лабораториями, — работникам того же института; Блинову Владимиру Павловичу, начальнику технической службы охранно-правовой фирмы «Адрем»; Мажарову Станиславу Петровичу, начальнику лаборатории московского научно-исследовательского института «Агат»; Нестерову Борису Васильевичу, главному инженеру Проектного и научно — исследовательского института Сибирского отделения Российской академии наук; Потапову Николаю Николаевичу, директору малого частного предприятия «Алиса» корпорации «Люверс» (Украина); Путилову Владимиру Александровичу, доктору технических наук, директору Института информатики и математического моделирования технологических процессов Кольского научного центра Российской академии наук; Сафелкину Валерию Анатольевичу, ведущему инженеру акционерного общества «Строитель»; Тарбееву Юрию Васильевичу, заведующему отделом Института прикладной астрономии Российской академии наук; Королькову Дмитрию Викторовичу, доктору физико — математических наук, Пистолькорсу Александру Александровичу, члену — корреспонденту Российской академии наук (посмертно) | за разработку и создание Сибирского солнечного радиотелескопа |
| 3.    | Алешину Николаю Павловичу, доктору технических наук, директору научно-учебного центра, заведующему кафедрой Московского государственного технического университета имени Н. Э. Баумана, Будзуляку Богдану Владимировичу, кандидату технических наук, члену правления Российского акционерного общества «Газпром», руководителям работы; Вощанову Алексею Константиновичу, кандидату технических наук, заведующему отделом, Шипу Владимиру Викторовичу, кандидату технических наук, ведущему научному сотруднику, — работникам научно-учебного центра Московского государственного технического университета имени Н. Э. Баумана; Гурвичу Анатолию Константиновичу, доктору технических наук, главному научному сотруднику — заведующему кафедрой Петербургского государственного университета путей сообщения; Дадонову Юрию Александровичу, члену коллегии, начальнику управления Федерального горного и промышленного надзора России; Звягину Геннадию Михайловичу, кандидату технических наук, генеральному директору предприятия «Самаратрансгаз»; Клевцову Владимиру Александровичу, доктору технических наук, заведующему лабораторией Научно — исследовательского, проектно-конструкторского и технологического института бетона и железобетона; Потапову Анатолию Ивановичу, доктору технических наук, проректору Северо-Западного заочного политехнического института; Серафину Оресту Михайловичу, заместителю начальника отдела, Шмалю Геннадию Иосифовичу, кандидату экономических наук, председателю правления, — работникам акционерного общества «Роснефтегазстрой»; Харионовскому Владимиру Васильевичу, доктору технических наук, заведующему лабораторией Всероссийского научно-исследовательского института природных газов и газовых технологий; Чебуркину Владимиру Федоровичу, кандидату технических наук, президенту акционерного общества «Технодиагностика»; Щербинину Виталию Евгеньевичу, члену — корреспонденту Российской академии наук, директору Института физики металлов Уральского отделения Российской академии наук; Щербинскому Виктору Григорьевичу, доктору технических наук, заведующему лабораторией Научно-производственного объединения по технологии машиностроения | за создание и промышленную реализацию технологий и средств неразрушающего контроля и диагностики строительных конструкций |
| 4.    | Жорову Петру Федосеевичу, Сидорову Валерию Петровичу, начальникам цехов акционерного общества «Оскольский электрометаллургический комбинат», Затаковому Юрию Анатольевичу, главному сталеплавильщику, Зеличенку Борису Юрьевичу, кандидату технических наук, техническому директору, Поповой Татьяне Николаевне, начальнику лаборатории, Угарову Алексею Алексеевичу, генеральному директору, Федосеенко Василию Алексеевичу, главному инженеру, — работникам того же акционерного общества; Кану Юрию Евгеньевичу, кандидату технических наук, Тарасову Виктору Алексеевичу, заведующим лабораториями государственного научного центра «Центральный научно-исследовательский институт чёрной металлургии имени И. П. Бардина»; Дуеву Вениамину Николаевичу, генеральному директору акционерного общества «Первоуральский новотрубный завод»; Потапову Ивану Михайловичу, главному металлургу акционерного общества «Самарская подшипниковая корпорация»; Синельникову Вячеславу Алексеевичу, доктору технических наук, главному технологу научно-производственного акционерного общества «Техномет-НТ», Филиппову Георгию Анатольевичу, доктору технических наук, научному консультанту того же акционерного общества; Федорову Сергею Михайловичу, старшему эксперту Торгово-промышленной палаты Российской Федерации | за разработку и освоение производства принципиально нового высококачественного металла ответственного назначения на Оскольском электрометаллургическом комбинате |
| 5.    | Глазову Николаю Георгиевичу, главному технологу акционерного общества «Демиховский машиностроительный завод», Гуськову Владимиру Дмитриевичу, бригадиру комплексной бригады, Дыскину Александру Моисеевичу, Санченко Юрию Дмитриевичу, заместителям генерального директора, Ильину Сергею Васильевичу, кандидату технических наук, генеральному директору, Кашникову Леониду Александровичу, Лынюку Леониду Саввичу, Уткину Владимиру Григорьевичу, начальникам бюро отдела главного конструктора, Сукачу Эдуарду Ивановичу, главному конструктору, Шуру Якову Израилевичу, главному инженеру, — работникам того же акционерного общества; Евгенюку Алексею Афанасьевичу, руководителю инспекции Главного управления локомотивного хозяйства Министерства путей сообщения Российской Федерации, Любасовой Валентине Григорьевне, главному специалисту того же Министерства; Матюшину Владимиру Алексеевичу, кандидату технических наук, заместителю директора Всероссийского научно-исследовательского института железнодорожного транспорта, Хомякову Борису Ивановичу, кандидату технических наук, ведущему научному сотруднику того же института; Шачкову Анатолию Ивановичу, вице-президенту акционерного общества — межгосударственного концерна «Трансмаш» | за создание и освоение производства пригородного электропоезда ЭД2Т модели 62-233 с новым базовым вагоном длиной 21,5 метра |
| 6.    | Карелину Евгению Александровичу, доктору технических наук, директору отделения государственного научного центра «Научно — исследовательский институт атомных реакторов», руководителю работы, Гордееву Яну Николаевичу, главному инженеру отделения, Зинковскому Виктору Ивановичу, главному сварщику, Карасеву Валентину Ивановичу, кандидату химических наук, заместителю начальника лаборатории, Клинову Анатолию Викторовичу, кандидату физико-математических наук, Тимофееву Геннадию Андреевичу, доктору химических наук, Филимонову Вячеславу Терентьевичу, кандидату химических наук, начальникам отделов, Мишеневу Владиславу Борисовичу, Топорову Юрию Геннадьевичу, кандидатам технических наук, начальникам лабораторий, — работникам того же государственного научного центра; Втюрину Борису Михайловичу, доктору медицинских наук, руководителю отдела Медицинского радиологического научного центра; Елисютину Гурию Петровичу, старшему научному сотруднику Всероссийского научно — исследовательского института технической физики и автоматизации; Косякову Валентину Николаевичу, доктору химических наук, Швецову Ивану Константиновичу, кандидату химических наук, начальникам лабораторий Российского научного центра «Курчатовский институт»; Миллеру Виталию Викторовичу, кандидату технических наук, заведующему лабораторией Всероссийского научно-исследовательского института геологических, географических и геохимических систем; Николаеву Владиславу Михайловичу, доктору технических наук, заведующему кафедрой Ульяновского государственного технического университета | за создание производства калифорния-252 и источников на его основе для использования их в промышленности и медицине |
| 7.    | Газенко Олегу Георгиевичу, академику, советнику дирекции государственного научного центра «Институт медико-биологических проблем», руководителю работы, Голову Виктору Константиновичу, заместителю заведующего лабораторией, Григорьеву Анатолию Ивановичу, члену — корреспонденту Российской академии наук, академику Российской академии медицинских наук, директору, Ильину Евгению Александровичу, доктору медицинских наук, заместителю директора, Капланскому Александру Самуиловичу, Королькову Вячеславу Ивановичу, докторам медицинских наук, заведующим лабораториями, Козловской Инесе Бенедиктовне, доктору медицинских наук, заведующей отделом, Магедову Владимиру Сергеевичу, начальнику группы, Серовой Любови Владимировне, доктору биологических наук, ведущему научному сотруднику, — работникам того же государственного научного центра; Лапину Борису Аркадьевичу, академику Российской академии медицинских наук, директору Научно-исследовательского института медицинской приматологии; Меркуловой Ольге Алексеевне, ведущему инженеру — конструктору Центрального специализированного конструкторского бюро Российского космического агентства, Стратилатову Николаю Ремировичу, начальнику отдела того же конструкторского бюро; Наточину Юрию Викторовичу, академику, заведующему лабораторией Института эволюционной физиологии и биохимии имени И. М. Сеченова; Перепечу Борису Леонидовичу, первому заместителю начальника — главного конструктора Специального конструкторского технологического бюро биологических и физиологических приборов; Овчинникову Анатолию Федоровичу, кандидату военных наук, начальнику Первого государственного испытательного космодрома | за работу «[[Основные результаты биологических и физиологических исследований в полетах космических аппаратов „Бион“ (1973—1993 годы) и их использование в теории и практике космической медицины]]»                                                                                           |
| 8.    | Киселеву Анатолию Ивановичу, генеральному директору Государственного космического научно-производственного центра имени М. В. Хруничева, руководителю работы, Альбрехту Александру Владимировичу, кандидату технических наук, заместителю генерального конструктора, Городничеву Юрию Петровичу, главному инженеру Ракетно-космического завода, Калинину Анатолию Алексеевичу, заместителю генерального директора, директору Ракетно-космического завода, Коблову Владимиру Ивановичу, начальнику технологического бюро цеха того же завода, Карраску Владимиру Константиновичу, кандидату технических наук, заместителю генерального конструктора, Недайводе Анатолию Константиновичу, доктору технических наук, заместителю генерального директора, генеральному конструктору, Цурикову Юрию Александровичу, доктору технических наук, начальнику отдела, — работникам того же научно-производственного центра; Астахову Юрию Павловичу, кандидату технических наук, начальнику отдела государственного предприятия "НПО «Техномаш», Калиничеву Владимиру Васильевичу, директору научно-технического центра, Солдатову Юрию Сергеевичу, заместителю начальника отдела, — работникам того же предприятия; Введенскому Николаю Юрьевичу, кандидату физико-математических наук, заместителю начальника центра Центрального научно — исследовательского института машиностроения, Каулину Владимиру Семеновичу, кандидату технических наук, начальнику сектора того же института; Игнатуше Рему Федоровичу, заместителю главного конструктора Конструкторского бюро химавтоматики; Матысяку Генриху Ивановичу, директору Научно-испытательного института химических и строительных машин | за создание, экспериментальную отработку крупногабаритных тяжелых ракет — носителей космических аппаратов и их производство |
| 9.    | Верещагиной Нине Сергеевне, кандидату химических наук, ведущему инженеру акционерного общества «Кирово-Чепецкий химический комбинат имени Б. П. Константинова», Голубеву Артуру Николаевичу, кандидату технических наук, заместителю начальника лаборатории, Дедову Алексею Сергеевичу, главному инженеру, Денисову Анатолию Кузьмичу, генеральному директору, Насонову Юрию Борисовичу, начальнику цеха, Смирнову Виктору Семеновичу, начальнику лаборатории коррозии, Уткину Вячеславу Марковичу, бригадиру электромехаников цеха, Цареву Валерию Алексеевичу, технологу цеха, Царькову Валентину Георгиевичу, начальнику отдела, Чайникову Михаилу Александровичу, аппаратчику цеха, — работникам того же акционерного общества; Захарову Владимиру Юрьевичу, доктору химических наук, главному инженеру Завода полимеров, Маслякову Александру Ивановичу, директору того же завода | за разработку и создание высокопроизводительного экологически чистого производства гидрохлорфторуглеродов (хладонов) метанового и этанового рядов |
| 10.   | Иванову Вадиму Тихоновичу, академику, директору Института биоорганической химии имени М. М. Шемякина и Ю. А. Овчинникова, руководителю работы, Андроновой Татьяне Михайловне, Безрукову Михаилу Васильевичу, кандидатам химических наук, старшим научным сотрудникам, Мирошникову Анатолию Ивановичу, члену — корреспонденту Российской академии наук, заместителю директора, Несмеянову Владимиру Андреевичу, кандидату химических наук, ученому секретарю, Ростовцевой Ларисе Ивановне, кандидату химических наук, младшему научному сотруднику, — работникам того же института; Борисовой Алле Михайловне, Пинегину Борису Владимировичу, докторам медицинских наук, заведующим отделами Института иммунологии; Ермолаеву Евгению Дмитриевичу, доктору технических наук, заведующему лабораторией центра прикладной биохимии производственно-коммерческой фирмы «NB» (Латвийская Республика); Коромыслову Георгию Федоровичу, академику Российской академии сельскохозяйственных наук, заведующему лабораторией Всероссийского научно-исследовательского института экспериментальной ветеринарии имени Я. Р. Коваленко, Устиновой Галине Ивановне, кандидату биологических наук, ведущему научному сотруднику того же института; Скворцовой Наталье Николаевне, кандидату химических наук, старшему научному сотруднику Института высокомолекулярных соединений; Мальковой Веронике Петровне, кандидату химических наук, Овчинникову Юрию Анатольевичу, академику, Сорокиной Ирине Борисовне, кандидату биологических наук (посмертно) | за разработку и создание биотехнологического производства ликопида — нового иммунокорригирующего лекарственного препарата |
| 11.   | Чиссову Валерию Ивановичу, академику Российской академии медицинских наук, директору Московского научно-исследовательского онкологического института имени П. А. Герцена, руководителю работы, Кравцову Сергею Анатольевичу, научному сотруднику, Мамонтову Анатолию Сергеевичу, доктору медицинских наук, руководителю отделения, Решетову Игорю Владимировичу, кандидату медицинских наук, руководителю группы, — работникам того же института; Бурлакову Александру Сергеевичу, хирургу — онкологу Московской городской онкологической клинической больницы N 62; Гришину Ивану Григорьевичу, доктору медицинских наук, заведующему отделением Центрального научно-исследовательского института травматологии и ортопедии имени Н. Н. Приорова; Миланову Николаю Олеговичу, доктору медицинских наук, заместителю директора Научного центра хирургии, Шилову Борису Львовичу, доктору медицинских наук, главному научному сотруднику того же научного центра; Миначенко Владимиру Константиновичу, доктору медицинских наук, профессору Ярославской государственной медицинской академии; Неробееву Александру Ивановичу, доктору медицинских наук, заведующему кафедрой Российской медицинской академии последипломного образования; Рыбченку Всеволоду Витальевичу, кандидату медицинских наук, ведущему научному сотруднику Научного центра сердечно-сосудистой хирургии имени А. Н. Бакулева; Черекаеву Василию Алексеевичу, доктору медицинских наук, ведущему научному сотруднику Научно — исследовательского института нейрохирургии имени академика Н. Н. Бурденко; Габибову Габибе Абдулле оглы, доктору медицинских наук (посмертно) | за работу «Микрохирургическая аутотрансплантация органов и тканей в лечении и реабилитации онкологических больных» |
| 12.   | Петрову Рему Викторовичу, академику, вице-президенту Российской академии наук, руководителю работы; Ариону Виталию Яковлевичу, доктору биологических наук, заведующему лабораторией Научно-исследовательского института физико-химической медицины, Бреусову Юрию Николаевичу, кандидату химических наук, Зиминой Ирине Васильевне, кандидату биологических наук, старшим научным сотрудникам, Лопухину Юрию Михайловичу, академику Российской академии медицинских наук, директору, — работникам того же института; Капитоновой Маргарите Эмануиловне, кандидату биологических наук, начальнику отделения акционерного общества «Биомед имени И. И. Мечникова», Якушевичу Юрию Евгеньевичу, кандидату медицинских наук, генеральному директору того же акционерного общества; Махоновой Лидии Алексеевне, доктору медицинских наук, ведущему научному сотруднику Научно — исследовательского института детской онкологии Онкологического научного центра имени Н. Н. Блохина; Михайловой Августе Алексеевне, доктору биологических наук, заведующей лабораторией Института биоорганической химии имени М. М. Шемякина и Ю. А. Овчинникова, Фониной Ларисе Алексеевне, кандидату химических наук, ведущему научному сотруднику того же института; Степаненко Родиону Николаевичу, доктору медицинских наук, заведующему лабораторией Института иммунологии, Хаитову Рахиму Мусаевичу, доктору медицинских наук, директору того же института | за разработку, внедрение в промышленное производство и клиническую практику нового типа иммунокорригирующих лекарственных препаратов пептидной природы: тактивина и миелопида |
| 13.   | Буачидзе Отару Шалвовичу, доктору медицинских наук, руководителю отдела Московского областного научно — исследовательского клинического института имени М. Ф. Владимирского, руководителю работы, Волошину Виктору Парфентьевичу, кандидату медицинских наук, декану факультета усовершенствования врачей, Зубикову Владимиру Сергеевичу, кандидату медицинских наук, ведущему научному сотруднику отделения, Оноприенко Геннадию Алексеевичу, доктору медицинских наук, директору, Шумскому Вячеславу Ивановичу, доктору медицинских наук, первому заместителю директора, — работникам того же института; Бессонову Виктору Анатольевичу, заместителю главного инженера акционерного общества «Завод экспериментального машиностроения», Дворникову Валентину Ивановичу, начальнику цеха, Житомирскому Вадиму Исааковичу, ведущему инженеру — технологу, Зайкину Борису Владимировичу, ведущему инженеру — конструктору, Калину Михаилу Петровичу, начальнику инструментального производства, Санину Моисею Львовичу, заместителю начальника производства, — работникам того же акционерного общества; Кузьменко Владимиру Васильевичу, доктору медицинских наук, заведующему кафедрой Российского государственного медицинского университета; Смоленцеву Александру Алексеевичу, директору научно-производственного предприятия «Компактэнерго»; Холявкину Дмитрию Анатольевичу, директору научно-производственного объединения «Остеомед» | за разработку, обоснование, серийное производство и внедрение в клиническую практику имплантатов и инструментов для оперативной фиксации костей |
| 14.   | Селиванову Александру Васильевичу, доктору ветеринарных наук, ведущему научному сотруднику Всероссийского государственного научно-исследовательского института контроля, стандартизации и сертификации ветеринарных препаратов, руководителю работы, Груздеву Константину Николаевичу, доктору биологических наук, Кириллову Леониду Вениаминовичу, доктору ветеринарных наук, заведующим лабораториями, Панину Александру Николаевичу, доктору ветеринарных наук, директору, Рахманиной Маргарите Михайловне, кандидату ветеринарных наук, Уласову Валентину Ильичу, доктору ветеринарных наук, старшим научным сотрудникам, — работникам того же института, Седову Николаю Кузьмичу, доктору ветеринарных наук, Сулимову Александру Александровичу, кандидату биологических наук, — бывшим работникам того же института; Домскому Игорю Александровичу, кандидату ветеринарных наук, старшему научному сотруднику Всероссийского научно-исследовательского института охотничьего хозяйства и звероводства имени профессора Б. М. Житкова; Литвиненко Ивану Ивановичу, заместителю генерального директора товарищества с ограниченной ответственностью «Зверопром ЛТД»; Кириллову Арнольду Кирилловичу, доктору ветеринарных наук, профессору Российской академии менеджмента и агробизнеса; Слугину Владимиру Степановичу, доктору ветеринарных наук, генеральному директору акционерного общества «Научно-производственный ветеринарный и звероводческий центр»; Сусскому Евгению Владимировичу, первому заместителю директора Армавирской государственной биологической фабрики | за работу «Специфическая профилактика и диагностика инфекционных заболеваний пушных зверей» |
| 15.   | Савватеевой Зинаиде Владимировне, кандидату технических наук, генеральному директору акционерного общества «Центральный научно-исследовательский институт трикотажной промышленности», руководителю работы, Берлизевой Ирине Сергеевне, инженеру — технологу, Кокаревой Маргарите Федоровне, Кокоминой Любови Александровне, научным сотрудникам, Комаровой Елене Владимировне, заведующей лабораторией, — работникам того же акционерного общества; Абрамову Исааку Павловичу, кандидату технических наук, заместителю генерального конструктора акционерного общества "Научно-производственное предприятие «Звезда», Ефимову Виктору Павловичу, кандидату технических наук, заместителю руководителя отдела, Михайлову Борису Васильевичу, начальнику отдела, Стрельцовой Валентине Ивановне, кандидату технических наук, ведущему конструктору, — работникам того же акционерного общества; Гальбрайху Леониду Семеновичу, доктору химических наук, заведующему кафедрой Московской государственной текстильной академии имени А. Н. Косыгина, Тюгановой Маргарите Александровне, доктору химических наук, главному научному сотруднику той же академии; Захарову Виталию Семеновичу, кандидату технических наук, заведующему лабораторией государственного предприятия «Научно — исследовательский институт синтетического волокна», Фетисову Олегу Ивановичу, заведующему отделом того же предприятия; Остроумову Борису Дмитриевичу, заместителю генерального директора Российского космического агентства | за создание конкурентоспособной технологии производства отдельных видов полетного снаряжения и систем жизнеобеспечения из новых огнезащитных отечественных химических и натуральных модифицированных волокон, обеспечивающих безопасность экипажа космических кораблей                         |
| 16.   | Сюрину Василию Николаевичу, академику Российской академии сельскохозяйственных наук, профессору Московской государственной академии ветеринарной медицины и биотехнологии имени К. И. Скрябина, руководителю работы, Белоусовой Раисе Васильевне, доктору ветеринарных наук, профессору той же академии; Фоминой Наталье Васильевне, кандидату биологических наук, старшему научному сотруднику Всероссийского научно-исследовательского института ветеринарной санитарии, гигиены и экологии | за учебник «Ветеринарная вирусология» (1984 и 1991 годы издания) |
| 17.   | Крайнову Станиславу Романовичу, доктору геолого — минералогических наук, заведующему лабораторией Всероссийского научно-исследовательского института гидрогеологии и инженерной геологии; Швецу Владимиру Михайловичу, доктору геолого — минералогических наук, проректору Московской государственной геолого-разведочной академии | за учебник «Гидрогеохимия» (1992 год издания) |
| 18.   | Козленко Андрею Ивановичу, начальнику сектора конструкторского бюро «Лира», Кравчуку Владиславу Алексеевичу, кандидату технических наук, директору, Маркину Михаилу Яковлевичу, начальнику бюро, Мещерякову Виктору Павловичу, кандидату технических наук, ведущему инженеру — программисту, Шишову Виктору Юрьевичу, начальнику сектора, — работникам того же конструкторского бюро; Айзенману Виктору Асировичу, заместителю главного конструктора Лианозовского электромеханического завода, Брюханову Андрею Александровичу, начальнику цеха, Дашкину Андрею Геннадьевичу, Лазареву Игорю Геннадьевичу, регулировщикам радиоэлектронной аппаратуры и приборов, Клепикову Евгению Дмитриевичу, заместителю начальника цеха, Клочкову Валерию Павловичу, кандидату технических наук, директору, — работникам того же завода; Муравьеву Сергею Алексеевичу, кандидату технических наук, начальнику департамента Министерства оборонной промышленности Российской Федерации; Мушаеву Валерию Александровичу, заместителю начальника отдела войсковой части 73808 | за разработку и освоение серийного производства ряда унифицированных радиолокационных станций с выносными индикаторными постами для Министерства обороны Российской Федерации и управления воздушным движением гражданской авиации                                                             |
| 19.   | Самсонову Владимиру Викторовичу, доктору геолого — минералогических наук, главному научному сотруднику Всероссийского нефтяного научно-исследовательского геолого-разведочного института, руководителю работы, Белонину Михаилу Даниловичу, кандидату геолого-минералогических наук, директору, Бабиковой Светлане Михайловне, научному сотруднику, Назарову Валентину Ивановичу, доктору экономических наук, заведующему отделом, Наливкину Василию Дмитриевичу, члену — корреспонденту Российской академии наук, советнику, Нелюбину Владимиру Владимировичу, кандидату геолого-минералогических наук, старшему научному сотруднику, Смирнову Сергею Владимировичу, руководителю компьютерно-аналитического центра, — работникам того же института; Нестерову Ивану Ивановичу, члену — корреспонденту Российской академии наук, директору Западно-Сибирского научно — исследовательского геолого-разведочного нефтяного института | за работу «Атлас карт нефтегазоносности недр России. Компьютерная модель. 1995 год» |
| 20.   | Веселовой Таисии Петровне, доктору ветеринарных наук, ведущему научному сотруднику Всероссийского научно — исследовательского института гельминтологии имени К. И. Скрябина, руководителю работы, Архипову Ивану Алексеевичу, доктору ветеринарных наук, заведующему лабораторией, Мусаеву Маулди Баудиновичу, кандидату ветеринарных наук, Савченко Надежде Николаевне, кандидату биологических наук, старшим научным сотрудникам, — работникам того же института; Моцареву Георгию Васильевичу, доктору химических наук, ведущему научному сотруднику научно-исследовательского института «Синтез», Мурашовой Ольге Петровне, кандидату химических наук, старшему научному сотруднику, Розенбергу Владимиру Рафаиловичу, кандидату химических наук, ведущему научному сотруднику, Трегеру Юрию Анисимовичу, доктору химических наук, директору по научной работе — заведующему отделом, — работникам того же института; Андрееву Николаю Федоровичу, помощнику директора акционерного общества «Скоропусковский опытный завод», Севастьяновой Людмиле Яковлевне, заместителю начальника опытного цеха того же акционерного общества | за разработку нового антгельминтика — политрема и внедрение его в практику лечения и профилактики гельминтозов животных |
| 21.   | Доронину Владимиру Павловичу, кандидату технических наук, ведущему научному сотруднику Омского филиала Института катализа имени Г. К. Борескова, Дуплякину Валерию Кузьмичу, доктору химических наук, директору, Сорокиной Татьяне Павловне, младшему научному сотруднику, — работникам Омского филиала того же института; Бронфину Исааку Борисовичу, кандидату технических наук, техническому директору акционерного общества «Омский нефтеперерабатывающий завод», Гужелову Александру Ивановичу, вице-президенту того же акционерного общества; Горденко Владимиру Ивановичу, заместителю главного инженера Газокаталитического завода, Коноваловой Валентине Павловне, ведущему технологу, Фомичеву Виктору Михайловичу, директору, — работникам того же завода | за разработку и внедрение в производство и использование эффективных катализаторов крекинга |
| 22.   | Кулакову Владимиру Ивановичу, академику Российской академии медицинских наук, директору Научного центра акушерства, гинекологии и перинатологии, Леонову Борису Васильевичу, доктору медицинских наук, руководителю лаборатории, руководителям работы, Кузьмичеву Леониду Николаевичу, кандидату медицинских наук, заведующему отделением, Стыгару Аркадию Михайловичу, кандидату медицинских наук, старшему научному сотруднику, Фанченко Николаю Дмитриевичу, доктору биологических наук, руководителю лаборатории, Финогеновой Елене Яковлевне, врачу акушеру — гинекологу, Щедриной Римме Николаевне, кандидату биологических наук, врачу — лаборанту, Яворской Ксении Александровне, кандидату медицинских наук, старшему научному сотруднику, — работникам того же научного центра; Аншиной Маргарите Бениаминовне, кандидату медицинских наук, научному консультанту акционерного общества "Московский центр по лечению бесплодия «ЭКО», Здановскому Валерию Мстиславовичу, кандидату медицинских наук, директору того же акционерного общества; Калининой Елене Андреевне, кандидату медицинских наук, заведующей отделением Клиники планирования семьи Московской медицинской академии имени И. М. Сеченова, Лукину Валентину Алексеевичу, кандидату медицинских наук, ведущему научному сотруднику, Старостиной Татьяне Андреевне, доктору медицинских наук, директору, — работникам той же клиники; Кечияну Киму Нодаровичу, кандидату медицинских наук, директору акционерного общества "Медицинский центр по лечению бесплодия «Эмбрион»; Никитину Анатолию Илларионовичу, доктору медицинских наук, директору акционерного общества «Балтийский институт репродуктологии человека» | за работу «Программа экстракорпорального оплодотворения в лечении бесплодного брака» |
| 23.   | Дмитриеву Сергею Александровичу, доктору технических наук, заместителю генерального директора государственного предприятия "МосНПО «Радон», Маркелову Андрею Владимировичу, кандидату географических наук, заведующему лабораторией, Минеевой Надежде Яковлевне, доктору географических наук, ведущему научному сотруднику, Петрову Александру Сергеевичу, начальнику автоматизированной системы управления предприятием, Соболеву Андрею Игоревичу, кандидату технических наук, директору центра информационных процессов и технологий, Соболеву Игорю Андреевичу, доктору технических наук, генеральному директору, Турлак Елене Александровне, доктору экономических наук, заместителю генерального директора, — работникам того же предприятия; Большакову Владимиру Николаевичу, академику, директору Института экологии растений и животных Уральского отделения Российской академии наук; Голубевой Елене Ильиничне, кандидату географических наук, старшему научному сотруднику Московского государственного университета имени М. В. Ломоносова, Кружалину Виктору Ивановичу, кандидату географических наук, заместителю декана факультета, Симонову Юрию Гавриловичу, доктору географических наук, профессору, — работникам того же университета; Кошкареву Александру Владимировичу, кандидату географических наук, ведущему научному сотруднику Института географии Российской академии наук; Криволуцкому Дмитрию Александровичу, члену — корреспонденту Российской академии наук, заведующему лабораторией Института проблем экологии и эволюции имени А. Н. Северцова Российской академии наук; Перельману Александру Ильичу, доктору геолого-минералогических наук, главному научному сотруднику Института геологии рудных месторождений, петрографии, минералогии и геохимии Российской академии наук; Таскаеву Анатолию Ивановичу, кандидату биологических наук, директору Института биологии Коми научного центра Уральского отделения Российской академии наук | за работу «Научные основы и методика обеспечения радиоэкологической безопасности на базе биоиндикации и геохимии ландшафтов» |
| 24.   | Виноградовой Ганне Николаевне, кандидату технических наук, заместителю заведующего отделом Всероссийского научно — исследовательского института гидротехники и мелиорации имени А. Н. Костякова, Коломийцеву Николаю Владимировичу, кандидату геолого-минералогических наук, старшему научному сотруднику, Райнину Владлену Ефимовичу, доктору технических наук, заместителю директора, Шумакову Борису Борисовичу, доктору технических наук, директору, Щербакову Алексею Олеговичу, кандидату технических наук, старшему научному сотруднику, — работникам того же института; Керженцеву Анатолию Семеновичу, доктору биологических наук, заведующему отделом Института почвоведения и фотосинтеза Российской академии наук; Моткину Геннадию Александровичу, кандидату экономических наук, старшему научному сотруднику Института проблем рынка Российской академии наук; Найденко Валентину Васильевичу, академику Российской академии архитектуры и строительных наук, ректору Нижегородской государственной архитектурно-строительной академии; Новосельцеву Владимиру Николаевичу, кандидату технических наук, начальнику отдела Государственного комитета Российской Федерации по науке и технологиям; Попову Александру Александровичу, доктору технических наук, директору инженерного центра «Химприбор»; Шаргатовой Галине Сафовне, начальнику лаборатории акционерного общества «Горьковский автомобильный завод»; Биттдорфу Хольгеру Эриху, научному сотруднику Проектного бюро водных технологий и обработки шламов Исследовательского центра Карлсруэ (Германия), Хемберле Петеру, руководителю проектов того же центра; Гастнеру Манфреду Курту, технику — лаборанту Института геохимии окружающей среды Гейдельбергского университета (Германия), Мюллеру Герману, доктору естествознания, директору того же института | за разработку научных основ и практическую реализацию комплекса технологий по снижению техногенной нагрузки на речные экосистемы в проектах «Ока — чистая река» и «Ока — Эльба» |
| 25.   | Гриценко Евгению Александровичу, доктору технических наук, генеральному директору — генеральному конструктору акционерного общества «Самарский научно-технический комплекс имени Н. Д. Кузнецова», Еленевскому Дмитрию Сергеевичу, доктору технических наук, начальнику отделения, Зуеву Александру Викторовичу, первому заместителю генерального директора — главному инженеру, Колотникову Михаилу Ефимовичу, доктору технических наук, Мельникову Льву Николаевичу, заместителям начальника отделения, Рогожкину Борису Александровичу, Шапошникову Юрию Николаевичу, кандидату физико-математических наук, начальникам бригад отделения, Сергееву Николаю Егоровичу, начальнику сектора опытно — конструкторского бюро, Федорченко Дмитрию Геннадиевичу, кандидату технических наук, начальнику отдела того же бюро, — работникам того же акционерного общества; Забродину Юрию Васильевичу, Яковлеву Анатолию Ивановичу, заместителям начальников управлений Российского акционерного общества «Газпром»; Книвелю Александру Яновичу, кандидату технических наук, заместителю начальника департамента Министерства оборонной промышленности Российской Федерации; Огородникову Донату Алексеевичу, доктору технических наук, начальнику Центрального института авиационного моторостроения имени П. И. Баранова; Цодокову Валерию Григорьевичу, генеральному директору акционерного общества «Самарский проектно-конструкторский и научно-исследовательский институт авиационной промышленности» | за создание и внедрение научно — испытательного комплекса поузловой доводки газотурбинных двигателей авиационного и наземного применения по надежности и ресурсу |
| 26.   | Первову Алексею Германовичу, кандидату технических наук, заведующему лабораторией Комплексного научно-исследовательского и конструкторско-технологического института водоснабжения, канализации, гидротехнических сооружений и инженерной гидрогеологии, руководителю работы, Кандауриной Людмиле Михайловне, Резцову Юрию Викторовичу, научным сотрудникам, Кондратьеву Сергею Юрьевичу, Прокофьеву Валерию Анатольевичу, инженерам, Коптеву Владимиру Семеновичу, Мельникову Андрею Геннадиевичу, кандидату технических наук, ведущим инженерам, Кошляку Виктору Леонидовичу, Лебедеву Николаю Васильевичу, Милованову Сергею Борисовичу, Чистякову Игорю Дмитриевичу, слесарям, Назарову Валерию Викторовичу, токарю, Яковлеву Сергею Васильевичу, академику, директору, — работникам того же института, Первову Герману Григорьевичу, кандидату технических наук, бывшему работнику того же института | за разработку и внедрение мембранной обратноосмотической технологии в области водоподготовки |
| 27.   | Батуеву Юрию Михайловичу, Сотникову Анатолию Николаевичу, кандидатам биологических наук, старшим научным сотрудникам Всероссийского научно-исследовательского института экспериментальной ветеринарии имени Я. Р. Коваленко, Гробову Олегу Федоровичу, доктору биологических наук, заведующему лабораторией, Иванову Юрию Александровичу, кандидату ветеринарных наук, ведущему научному сотруднику, — работникам того же института; Домацкой Тамаре Федоровне, кандидату биологических наук, проректору Тюменского института переподготовки кадров агробизнеса; Игнатьевой Галине Ивановне, кандидату ветеринарных наук, старшему научному сотруднику Всероссийского научно-исследовательского института ветеринарной санитарии, гигиены и экологии, Клочко Раисе Тимофеевне, кандидату биологических наук, ведущему научному сотруднику, Луганскому Сергею Николаевичу, кандидату биологических наук, заместителю заведующего лабораторией, Смирнову Анатолию Михайловичу, академику Российской академии сельскохозяйственных наук, директору, — работникам того же института; Мельнику Виктору Николаевичу, кандидату биологических наук, главному ветеринарному врачу опытно-производственного племенного пчелоразведенческого хозяйства «Краснополянское» Научно-исследовательского института пчеловодства, Соловьевой Людмиле Федоровне, кандидату ветеринарных наук, заведующей отделом того же института; Столбову Николаю Максимовичу, кандидату биологических наук, ведущему научному сотруднику Всероссийского научно-исследовательского института ветеринарной энтомологии и арахнологии; Полтеву Василию Ивановичу, доктору ветеринарных наук (посмертно) | за разработку научных основ и внедрение интегрированной системы мероприятий по борьбе с болезнями пчел |
| 28.   | Бирюковой Надежде Петровне, кандидату технических наук, начальнику отдела государственного предприятия "НПО «Техномаш», Васину Анатолию Сергеевичу, доктору технических наук, главному научному сотруднику, Венгерскому Эдуарду Владимировичу, кандидату технических наук, начальнику отдела, Иванову Николаю Сергеевичу, ведущему инженеру — технологу, Малиновскому Александру Юрьевичу, начальнику сектора, Савину Геннадию Андреевичу, начальнику отдела, — работникам того же предприятия; Артемову Юрию Алексеевичу, начальнику отдела Российского космического агентства, Милову Юрию Георгиевичу, кандидату технических наук, заместителю генерального директора, Чернявскому Сергею Александровичу, начальнику отдела, — работникам того же Агентства; Гликману Борису Фомичу, доктору технических наук, директору научно — производственного объединения «Новотехника»; Гусеву Анатолию Гавриловичу, заместителю генерального конструктора конструкторского бюро «Салют» Государственного космического научно-производственного центра имени М. В. Хруничева, Половцеву Валентину Андреевичу, кандидату технических наук, главному технологу того же конструкторского бюро, Михалкину Борису Андреевичу, первому заместителю главного технолога Ракетно — космического завода, — работникам того же центра; Ткаченко Юрию Назаровичу, кандидату технических наук, заместителю генерального конструктора научно-производственного объединения «Энергомаш» имени академика В. П. Глушко; Шостаку Александру Викторовичу, начальнику Конструкторского бюро химавтоматики | за работу «Создание теории и практика уникальных наукоемких технологий функциональной диагностики и дефектоскопии ракетно-космических объектов» |
| 29.   | Ефременкову Борису Михайловичу, главному инженеру акционерного общества «Юргинский машиностроительный завод», Ляшу Виктору Федоровичу, главному конструктору средств технологического оснащения, Усольцеву Александру Павловичу, главному конструктору, — работникам того же акционерного общества; Арбатскому Николаю Вениаминовичу, начальнику конструкторского бюро Томского приборного завода, Коровину Леониду Тимофеевичу, фрезеровщику, — работникам того же завода; Дурнину Киму Михайловичу, кандидату технических наук, ведущему инженеру — механику акционерного общества "Угольная компания «Кузнецкуголь», Некрасову Виктору Васильевичу, кандидату технических наук, генеральному директору того же акционерного общества; Изоткину Виктору Ефимовичу, техническому директору акционерного общества "Ассоциация «Кузбассуглемаш», Рейзину Михаилу Исааковичу, президенту того же акционерного общества; Мышляеву Борису Константиновичу, доктору технических наук, главному инженеру акционерного общества «Гипроуглемаш», Пархомчуку Владимиру Тофильевичу, главному конструктору проекта того же акционерного общества; Переходе Виктору Степановичу, директору акционерного общества «Конвер»; Ремезову Анатолию Владимировичу, кандидату технических наук, заместителю технического директора акционерного общества «Ленинскуголь»; Стародубцеву Владимиру Анатольевичу, звеньевому горнорабочему очистного забоя акционерного общества "Шахта «Есаульская» | за создание машиностроительного комплекса по производству угледобывающего оборудования и внедрение его на шахтах Кузбасса |
| 30.   | Гитлевичу Михаилу Борисовичу, кандидату технических наук, ведущему научному сотруднику Научно-исследовательского, проектно — конструкторского и технологического института бетона и железобетона, Звездову Андрею Ивановичу, кандидату технических наук, директору, Мартиросову Геннадию Михайловичу, кандидату технических наук, заведующему лабораторией, — работникам того же института, Блинниковой Светлане Николаевне, бывшему работнику того же института; Гамбарову Георгию Александровичу, доктору технических наук, профессору Московского государственного строительного университета; Гусеву Борису Владимировичу, члену — корреспонденту Российской академии наук, генеральному директору государственного научного центра «Строительство»; Есакову Михаилу Ивановичу, начальнику отдела акционерного общества «Рязаньстрой», Шаипову Леме Рамазановичу, генеральному директору того же акционерного общества, Суховскому Борису Константиновичу, Хрусталеву Сергею Федоровичу, бывшим работникам того же акционерного общества; Зубареву Анатолию Николаевичу, заместителю главы администрации Рязанской области; Набатчикову Василию Федоровичу, генеральному директору акционерного общества «Стройсервис»; Родику Марку Наумовичу, главному специалисту проектно-изыскательского и конструкторско-технологического института «Одесский стройпроект» (Украина); Стародубцеву Виктору Гавриловичу, первому заместителю генерального директора акционерного общества «Стройконструкция»; Михайлову Виктору Васильевичу, доктору технических наук (посмертно) | за разработку и внедрение конструкций из гибких железобетонных пластин и технологии их изготовления |
| 31.   | Быкову Дмитрию Васильевичу, доктору технических наук, ректору Московского государственного института электроники и математики, Гвоздеву Василию Ивановичу, Пожидаеву Евгению Дмитриевичу, докторам технических наук, профессорам, Кузаеву Геннадию Алексеевичу, кандидату физико-математических наук, Подковырину Сергею Ивановичу, кандидату технических наук, доцентам, Саенко Владимиру Степановичу, кандидату технических наук, начальнику лаборатории, Тихонову Александру Николаевичу, доктору технических наук, заведующему кафедрой, — работникам того же института; Лебедю Александру Александровичу, первому заместителю Генерального конструктора Государственного центрального научно-исследовательского радиотехнического института; Широкову Юрию Николаевичу, уполномоченному Управления вооружения Военно-Воздушных Сил | за разработку и внедрение в радиотехнические комплексы функциональных узлов нового поколения на объемных интегральных схемах СВЧ |
| 32.   | Тарбееву Юрию Васильевичу, доктору технических наук, директору государственного предприятия «Всероссийский научно — исследовательский институт метрологии имени Д. И. Менделеева», руководителю работы, Кармалицыну Николаю Ивановичу, кандидату технических наук, Юдину Михаилу Федоровичу, доктору технических наук, ведущим научным сотрудникам, Кочину Анатолию Евгеньевичу, Хольновой Елене Андреевне, кандидатам технических наук, Сазоновой Татьяне Евгеньевне, кандидату физико-математических наук, старшим научным сотрудникам, Харитонову Игорю Аристарховичу, руководителю лаборатории, — работникам того же предприятия; Андрееву Юрию Александровичу, кандидату физико-математических наук, Берлянду Владимиру Александровичу, кандидату технических наук, ведущим научным сотрудникам государственного предприятия «Всероссийский научно-исследовательский институт физико-технических и радиотехнических измерений», Брегадзе Юрию Иосифовичу, доктору технических наук, заместителю генерального директора, Крючкову Борису Анатольевичу, ведущему инженеру, Масляеву Петру Федоровичу, кандидату технических наук, начальнику лаборатории, Сурначеву Николаю Алексеевичу, слесарю, Ярыне Владимиру Петровичу, доктору технических наук, начальнику отделения, — работникам того же предприятия; Федоровой Людмиле Николаевне, ведущему специалисту Государственного комитета Российской Федерации по стандартизации, метрологии и сертификации | за создание и внедрение аппаратуры нового поколения в составе государственных первичных эталонов единиц активности радионуклидов и поглощенной дозы фотонного и электронного излучения для метрологического обеспечения радиоэкологического мониторинга, радиационной защиты и лучевой терапии |
| 33.   | Дорфу Александру Ушеровичу, главному конструктору государственного предприятия «Ижевский механический завод», руководителю работы, Антонову Сергею Геннадьевичу, станочнику, Вахрушеву Виктору Васильевичу, Зворыгину Николаю Михайловичу, начальникам цехов, Вотякову Виталию Петровичу, Клементьевой Вере Петровне, Стерхову Владимиру Алексеевичу, ведущим инженерам, Кузьмину Валерию Константиновичу, начальнику лаборатории, Ломагину Олегу Кирилловичу, начальнику участка, Майеру Владимиру Александровичу, начальнику производства, Пузыреву Матвею Егоровичу, инженеру — технологу, Тарасову Владимиру Акимовичу, начальнику бюро отдела главного технолога, Утробину Александру Васильевичу, заместителю главного технолога, Шигапову Рашиду Габдулловичу, инженеру — конструктору, — работникам того же предприятия; Кузьменко Олегу Леонидовичу, исполнительному директору Союза российских оружейников | за разработку и постановку на серийное производство гаммы моделей гражданского и служебного оружия в 1993—1995 годах |
| 34.   | Палкину Сергею Владимировичу, начальнику отдела Уральского комитета по геологии и использованию недр, Сомову Владиславу Федоровичу, кандидату геолого-минералогических наук, заместителю председателя того же Комитета, Ермакову Николаю Петровичу, Прейсу Владимиру Федоровичу, бывшим работникам того же Комитета; Демидовцеву Алексею Сергеевичу, генеральному директору акционерного общества «Средне-Уральская геолого-разведочная экспедиция», Зевахину Ивану Алексеевичу, начальнику Курганской тематической группы, Маркову Алексею Ефимовичу, начальнику отряда Пышминской партии, — работникам того же акционерного общества, Далатказину Шавкату Абдурахмановичу, Чиркиной Маргарите Яковлевне, бывшим работникам того же акционерного общества; Медведеву Виктору Никитовичу, заместителю председателя Курганского областного комитета водного хозяйства, Ручкину Евгению Илларионовичу, главному специалисту того же комитета; Сомовой Галине Леонтьевне, заместителю директора регионального Уральского информационного компьютерного центра; Лебедеву Алексею Алексеевичу, Макарову Владимиру Валентиновичу, Чиркину Александру Петровичу (посмертно) | за решение проблемы хозяйственно-питьевого водоснабжения населения Курганской области за счет подземных вод гидрогеофизическими методами |
| 35.   | Ананьеву Владимиру Дмитриевичу, главному инженеру лаборатории нейтронной физики Объединённого института ядерных исследований, Бунину Борису Николаевичу, инженеру, Ломидзе Валерию Лаврентьевичу, кандидату физико-математических наук, начальнику сектора, Шабалину Евгению Павловичу, кандидату технических наук, ведущему научному сотруднику, — работникам той же лаборатории того же института; Воронцову Михаилу Тимофеевичу, начальнику бюро Государственного специализированного проектного института; Сизареву Владиславу Дмитриевичу, кандидату технических наук, Смирнову Валерию Сергеевичу, старшим научным сотрудникам Научно — исследовательского и конструкторского института энерготехники; Блохинцеву Дмитрию Ивановичу, члену — корреспонденту Российской академии наук, Франку Илье Михайловичу, академику, Хрястову Николаю Александровичу, Язвицкому Юрию Сергеевичу, кандидату физико-математических наук (посмертно) | за работу «Исследовательский высокопоточный импульсный реактор ИБР-2» |
| 36.   | Батракову Юрию Григорьевичу, доктору технических наук, профессору Государственного университета по землеустройству; Гордееву Александру Васильевичу, Маслову Алексею Васильевичу, докторам технических наук (посмертно) | за учебник «Геодезия», издание 5-е, 1993 год |
| 37.   | Сергееву Виктору Игоревичу, кандидату технических наук, начальнику Воронежского конструкторского бюро антенно-фидерных устройств, руководителю работы, Сергеевой Елене Анатольевне, начальнику отдела, Федоровой Зинаиде Николаевне, кандидату технических наук, ученому секретарю, — работникам того же конструкторского бюро; Афанасьеву Юрию Васильевичу, кандидату технических наук, ведущему научному сотруднику государственного предприятия «Всероссийский научно-исследовательский институт метрологии имени Д. И. Менделеева»; Губареву Валентину Алексеевичу, кандидату технических наук, начальнику 5 Центрального научно — исследовательского испытательного института, Михайлову Геннадию Демьяновичу, доктору технических наук, начальнику проблемной лаборатории того же института; Егорову Борису Михайловичу, доктору технических наук, председателю секции прикладных проблем при президиуме Российской академии наук, Чеснокову Юрию Сергеевичу, доктору технических наук, члену той же секции; Плетневу Владимиру Николаевичу, ученому секретарю научно-технического совета Министерства оборонной промышленности Российской Федерации; Сазонову Дмитрию Михайловичу, доктору технических наук, профессору Московского энергетического института (технического университета); Сосунову Владимиру Александровичу, кандидату технических наук, заведующему кафедрой Саратовского государственного технического университета, | за работу «Исследование эффекта параметрического поглощения энергии электромагнитных волн материальными (твердотельными и газообразными) объектами при облучении таких объектов СВЧ импульсами в интересах радиолокации и радиосвязи»                                                          |